# Xanthanomis eurogramma
Xanthanomis eurogramma är en fjärilsart som beskrevs av George Francis Hampson 1926. Xanthanomis eurogramma ingår i släktet Xanthanomis och familjen nattflyn. Inga underarter finns listade i Catalogue of Life.